# John Rawls
John Rawls (Baltimore, 21 de fevereiro de 1921 — Lexington, 24 de novembro de 2002) foi um professor de filosofia política na Universidade de Harvard, autor de Uma Teoria da Justiça (1971), Liberalismo Político (Political Liberalism, 1993) e O Direito dos Povos (The Law of Peoples, 1999).

## Justiça
Em sua obra A Theory of Justice (em português, Uma Teoria da Justiça), publicada no ano de 1971, Rawls utiliza o artifício da "situação inicial" ou "posição original" como base para construir sua ideia de justiça equitativa. Esses dois termos servem de alusão ao estado de natureza que a teoria contratualista esboça. No entanto, ele almeja uma finalidade distinta da qual, geralmente, as teorias do contrato social pretendem.
Utilizando o artifício da "posição original", Rawls não pretende delinear como a sociedade ou o estado foram estabelecidos, mas, especular como os princípios de justiça são escolhidos nessa situação inicial hipotética da sociedade. Esses princípios servem justamente como estrutura básica das instituições políticas, eles operam como ordenadores dos acordos subsequentes. A posição original aqui serve como uma situação hipotética que é caracterizada de modo a acarretar em uma determinada concepção de justiça. Sendo assim, Rawls nos convida a imaginar a situação onde os indivíduos entram em cooperação social. Desse modo, num único ato conjunto, devem decidir os princípios, tal qual expomos acima.
Para garantir que os sujeitos forneçam princípios para uma justiça equitativa, o filósofo coloca os indivíduos sob o que ele chama de véu da ignorância, característica essencial que todos nessa circunstância possuem. Isso significa dizer que eles não sabem e nem podem saber nada sobre as situações que teriam vantagem ou desvantagem. O que Rawls quer dizer é que, sob o véu da ignorância os indivíduos não tem informação alguma sobre sua riqueza, sobre sua cor, seu sexo, suas capacidades biológicas ou mentais, sob a situação que vai nascer, ou a religião e preferenciais morais que vai possuir, etc. Sendo assim, os indivíduos não escolheriam princípios de modo parcial, que favorecessem apenas seus interesses individuais. Nesses termos, Rawls estabelece uma situação equitativa entre os indivíduos. Tendo feito isso, os princípios que serão selecionados nesse contexto também serão equitativos.
Percorrendo tal caminho Rawls deriva dois princípios, a saber: (1) liberdade igual e (2) igualdade democrática, a qual se ramifica em dois componentes (a) princípio da diferença e (b) princípio da oportunidade justa. O princípio (1) consiste, basicamente, da atribuição dos direitos e deveres fundamentais ser igual para cada um. Ou seja, a sociedade deve assegurar a liberdade máxima para cada indivíduo e que seja compatível com a liberdade de todos os demais. O princípio (2) delimita que as desigualdades sociais e econômicas devem ser ordenadas de maneira que ao mesmo tempo (a) possam beneficiar os membros menos favorecidos da sociedade e (b) sejam ligadas a cargos e posições em condições igualitárias e justas de oportunidades.
Rawls sugere que tais princípios devem seguir uma ordem serial. Nesse caso, o princípio (1) teria prioridade sobre o princípio (2). O que significa dizer que o princípio da liberdade não deve, em hipótese alguma, se abdicado pelo princípio da igualdade. Ao mesmo tempo, o componente (b) teria prioridade sobre o componente (a). Ou seja, satisfeito o componente da oportunidade justa, é possível se utilizar o princípio da diferença.
Dessa forma, a justiça equitativa é fruto da busca de um ideal de justiça que consiga, de certa forma, neutralizar as contingencias, circunstâncias sociais e biológicas (no que se refere as habilidades naturais que deem vantagens em alguma instância ao indivíduo), as quais são arbitrárias de um ponto de vista moral.
Assim, ao retomar a figura do contrato social como método, Rawls não tem como objetivo fundamentar a obediência ao Estado (como na tradição do contratualismo clássico de Hobbes, Locke e Rousseau). Ligando-se a Kant (construtivismo kantiano), a ideia do contrato é introduzida como recurso para fundamentar um processo de eleição de princípios de justiça, que são assim descritos por ele:
Princípio da Liberdade: cada pessoa deve ter um direito igual ao mais abrangente sistema de liberdades básicas iguais que sejam compatíveis com um sistema de liberdade para as outras.
Princípio da Igualdade: as desigualdades sociais e econômicas devem ser ordenadas de tal modo que sejam ao mesmo tempo: a) consideradas como vantajosas para todos dentro dos limites do razoável (princípio da diferença), e b) vinculadas a posições e cargos acessíveis a todos (princípio da igualdade de oportunidades).
Fiel à tradição liberal, Rawls considera o princípio da liberdade anterior e superior ao princípio da igualdade. Também o princípio da igualdade de oportunidades é superior ao princípio da diferença. Em ambos os casos, existe uma ordem lexical. No entanto, ao unir estas duas concepções sob a ideia da justiça, sua teoria pode ser designada  como "liberalismo igualitário", incorporando tanto as contribuições do liberalismo clássico quanto dos ideais igualitários da esquerda.
Tais princípios exercem o papel de critérios de julgamento sobre a justiça das instituições básicas da sociedade, que regulam a distribuição de direitos, deveres e demais bens sociais. Eles podem ser aplicados (em diferentes estágios) para o julgamento da constituição política, das leis ordinárias e das decisões dos tribunais. Rawls também esclareceu que as duas formas clássicas de capitalismo (de livre mercado ou de bem-estar social), bem como o socialismo estatal seriam "injustos". Apenas um "socialismo liberal" (com propriedade coletiva dos meios de produção)" ou mesmo uma "democracia de proprietários" poderia satisfazer, concretamente, seus ideais de justiça.

## O liberalismo político (1993)
Após reformular e aperfeiçoar algumas das suas teses, além de incorporar e responder a seus escritos, Rawls apresentou uma nova versão de sua teoria na obra "O liberalismo político", publicada em 1993.
Neste texto, Rawls rebateu a crítica de que sua teoria seria apenas uma alternativa a mais diante das diferentes visões valorativas que existem no mundo moderno. Partindo do fato do pluralismo valorativo, ou seja, da multiplicidade de concepções abrangentes da vida social presentes na cultura contemporânea, ele argumenta que sua teoria tem um caráter político, sem qualquer conotação moral. O desafio fundamental de sua teoria é justamente buscar um consenso sobre o que é justo diante da multiplicidade de doutrinas abrangentes de comunidades, grupos e indivíduos. Sua teoria buscar determinar o que é 'justo', não o que é 'moral', 'ético' ou 'bom'.
Diante da fragmentação e da diversidade de visões de mundo atual, ele sustenta a necessidade de um "consenso sobreposto", qual seja, um consenso em torno de uma concepção pública de justiça compartilhada pela comunidade social. A busca deste consenso exige da parte dos cidadãos o uso da razão pública, ou seja, da capacidade de colocar-se na esfera pública buscando alcançar um entendimento em torno dos dissensos resultantes da pluralidade de doutrinas abrangentes.
Neste ponto, a proposta filosófica de Rawls aproxima-se fortemente da visão de democracia deliberativa defendida pelo filósofo alemão Jürgen Habermas.

## Críticas e debates
A teoria da justiça de Rawls tornou-se uma das obras centrais da filosofia política contemporânea e ainda hoje é alvo de muitos comentários, críticas, aperfeiçoamentos ou desdobramentos. Dentre as concepções críticas e rivais do liberalismo igualitário podemos citar:
- Libertarismo: Se opõe a qualquer tipo de interferência estatal nas relações privadas de troca e condenam a ênfase de Rawls na igualdade como potencialmente autoritário. Seu principal expoente é o filósofo Robert Nozick. Os princípios desta teoria são similares a teoria econômica do liberalismo. Tais autores defendem a vigência exclusiva da ideia de liberdade negativa como o princípio básico das ideias liberais, qual seja, a não interferência do Estado na vida privada (em especial, na esfera do mercado).
- Comunitarismo: discordam da visão individualista e atomista do método contratualista. Advogam a inserção do indivíduo no coletivo (comunidade) e a superioridade da moral e da ética sobre a mera justiça procedimental. Tais autores recorrem especialmente às ideias clássicas de Aristóteles e de Hegel e seus principais representantes são: Charles Taylor, Michael Sandel, Michael Walzer e Alasdair MacIntyre. Tais autores defendem a retomada dos ideais gregos de participação cívica e pública nas decisões coletivas, a chamada liberdade positiva.
- Habermas: defende uma concepção kantiana de democracia deliberativa. Os princípios e a estrutura básica da sociedade devem ser definidos pelos indivíduos através de um processo democrático radicalmente aberto ao diálogo e ao entendimento. Seus atores fundamentais são os movimentos sociais e organizações da sociedade civil. Habermas debateu diretamente as ideias de Rawls, mostrando em que aspectos concordava e discordava do autor. Tais ideias estão reunidas em uma livro intitulado "A inclusão do outro". Ambos mantém profundas influências kantianas, o que fez com que Rawls chamasse seu debate com Habermas de "briga de família".
- Republicanismo: defende uma síntese entre os ideais liberais clássicos de proteção da liberdade subjetiva e da visão democrática de envolvimento coletivo nas decisões políticas. As raízes desta teoria estão nas obras romanas clássicas de Cícero,Políbio, Salústio, Tito Lívio. Outro momento fundamental da tradição republicana são as obras do movimento chamado humanismo cívico que vigorou durante a renascença italiana: seu principal expoente foi Nicolau Maquiavel. Atualmente está sendo retomada nos escritos de Quentin Skinner e Philip Petit.

Entre os autores que se situam na tradição de pensamento inaugurada por John Rawls destaca-se, contemporaneamente, o filósofo norte-americano Ronald Dworkin. No entanto, para ele, o princípio fundamente do liberalismo não é a liberdade, mas a igualdade. Segundo sua formulação, "todos os cidadãos tem o mesmo direito a igual consideração e respeito (equal concern and respect)".
Também o prêmio nobel de economia Amartya Sen desenvolve elementos do liberalismo igualitário em sua teoria. Tais autores propõem uma visão "social" do liberalismo, incorporando o tema da igualdade no coração das ideias liberais.

## Principais obras
- Uma Teoria da Justiça (A Theory of Justice,1971)
- Liberalismo Político (Political Liberalism, 1993)
- O Direito dos Povos (The Law of Peoples: with "The Idea of Public Reason Revisited.", 1999)
- História da Filosofia Moral (Lectures on the History of Moral Philosophy, 2000)
- Justiça como Equidade: uma reformulação (Justice as Fairness: A Restatement, 2001)

## Obras sobre John Rawls
- Frederico S.N. Alcântara de Melo. JOHN RAWLS: UMA NOÇÃO DE JUSTIÇA, Working Paper, Faculdade de Direito, Universidade Nova de Lisboa, 2001.
- Luiz Paulo Rouanet. "Rawls: Filósofo Político do Século XX." Cult, ano 8, número 97, páginas 62-63, novembro de 2005.
- Nythamar de Oliveira. "Kant, Rawls e a Fundamentação de uma Teoria da Justiça"
- SANDEL, Michael J. "JUSTIÇA, o que é fazer a coisa certa". Ed. Civilização Brasileira - Rio de Janeiro, 2015.